# Kučan
Kučan je priimek več znanih Slovencev:
- Ana Kučan (*1964), krajinska arhitektka, univ. prof.
- Franc (Feri) Küčan, kmet, kmečki sindikalist in gospodarstvenik
- Ivan Kučan (1892 - 1975), strojni mehanik, inovator
- Metka Kučan, judoistka
- Milan Kučan (*1941), politik in državnik
- Nejc Kučan, judoist
- Štefka Kučan, prva dama

in Hrvatov oz. Srbov?
- Bruno Kučan, hrvaški slikar in oblikovalec
- Ivan Kučan, hrvaški košarkar
- Ninoslav Kučan (1927 - 1994), hrvaški arhitekt
- Stanko Kučan (Kućan) (1936 - 2014), hrvaški športni novinar
- Tamara Kučan (*1989), srbska pisateljica
- Viktor Kučan (1917 - 1999), hrvaško-jugoslovanski vojaškozgodovinski pisec